# Brăești (Botoșani)
Brăești es una comuna rumana del condado de Botoșani.

## Historia
Hacia finales del siglo XIX la comuna, que por entonces estaba formaba por las localidades de Brăești (capital), Busuioceni o Poiana, Popeni-Vîrnav, Prăstești y Valea-Popel, en el antiguo condado de Dorohoi, tenía contabilizada una población de 2163 habitantes.
En la segunda mitad del siglo XX la comuna había pasado a formar parte del condado de Botoșani y estaba compuesta por las localidades de Brăești, Poiana, Popeni y Vâlcelele. En el censo de 2021 la comuna tenía una población de 1868 habitantes.